# سارال (ماهواره)
سارال (انگلیسی: SARAL) سرواژه Satellite with ARgos and ALtiKa مأموریت ارتفاع‌سنجی ماهواره‌ای مشترک سازمان پژوهش‌های فضایی هند (ISRO) و مرکز ملی مطالعات فضایی فرانسه (سازمان فضایی فرانسه) است. سارال داده‌های ارتفاعی جهت مطالعه جریان‌های اقیانوسی و ارتفاع سطح دریا را فراهم می‌کند. بار مفید سارال شامل ماهواره ساخته‌شده توسط ISRO (ارتفاع‌سنج آلتیکا)، دوریس، آرایه پسابازتاب‌گر لیزری (LRA) و سامانه گردآوری داده ARGOS-3 (ماهواره پژوهش و دیدبانی پیشرفته زمین) مرکز ملی مطالعات فضایی فرانسه است که توسط وسیله پرتاب ماهواره قطبی در مدار خورشیدآهنگ خود قرار گرفت. سازمان پژوهش‌های فضایی هند مسئولیت پرتاب و هدایت فضاپیما را به عهده داشته است. تفاهم‌نامه مأموریت سارال در ۲۳ فوریه ۲۰۰۷ میان سازمان پژوهش‌های فضایی هند و مرکز ملی مطالعات فضایی فرانسه امضا شد.
ماهواره سارال در ۲۵ فوریه ۲۰۱۳ با موفقیت به فضا پرتاب شد.